# Neogale africana
Neogale africana là một loài động vật có vú trong họ Chồn, bộ Ăn thịt. Loài này được Desmarest mô tả năm 1818.

## Hình ảnh

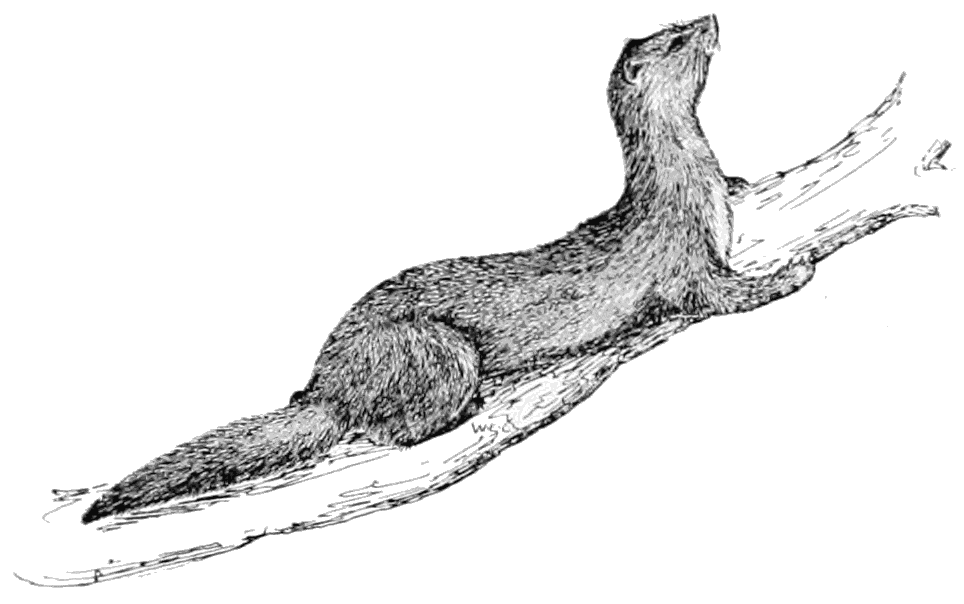
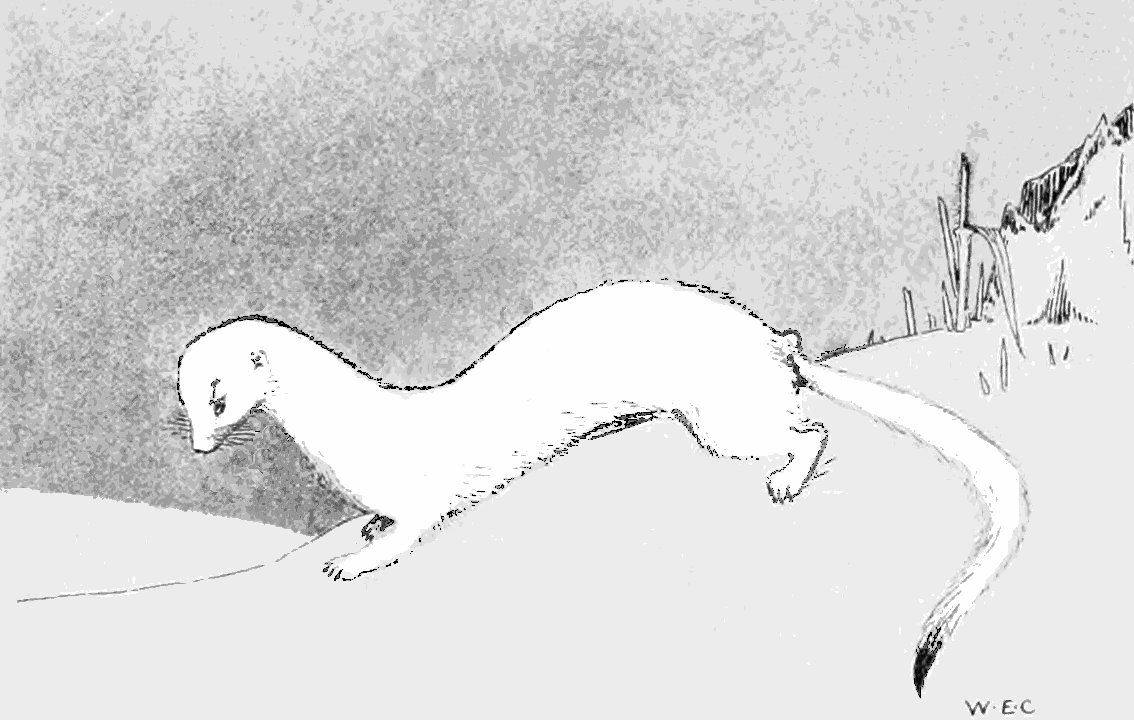
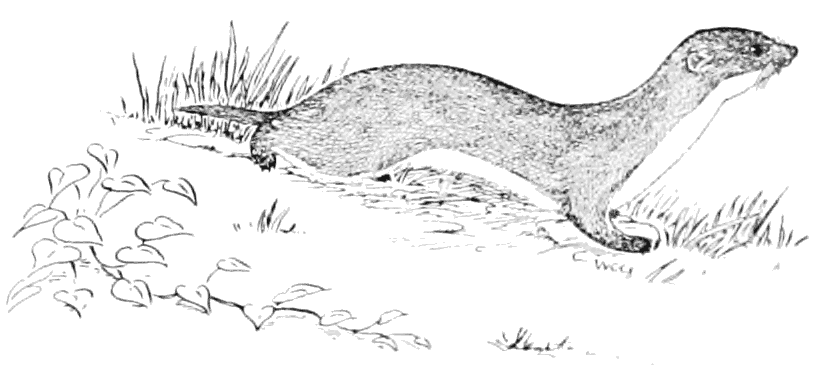
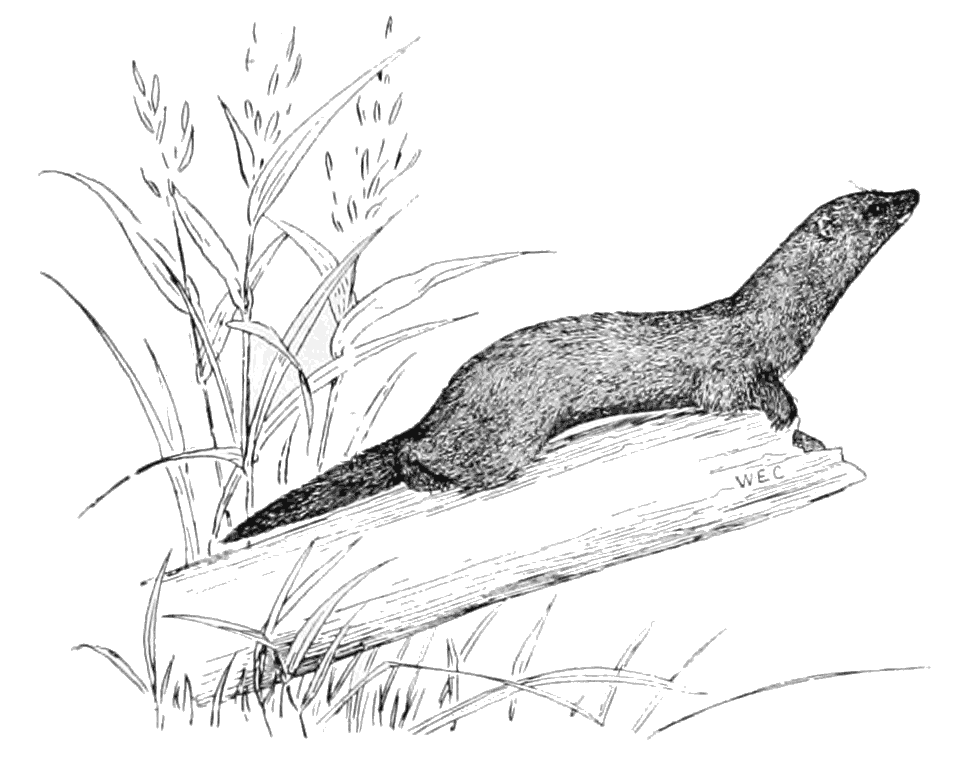